# 霍爾莫戈雷

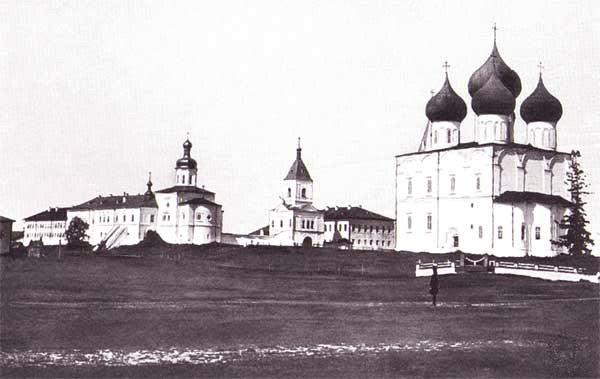
霍爾莫戈雷大教堂廣場，攝於19世紀。

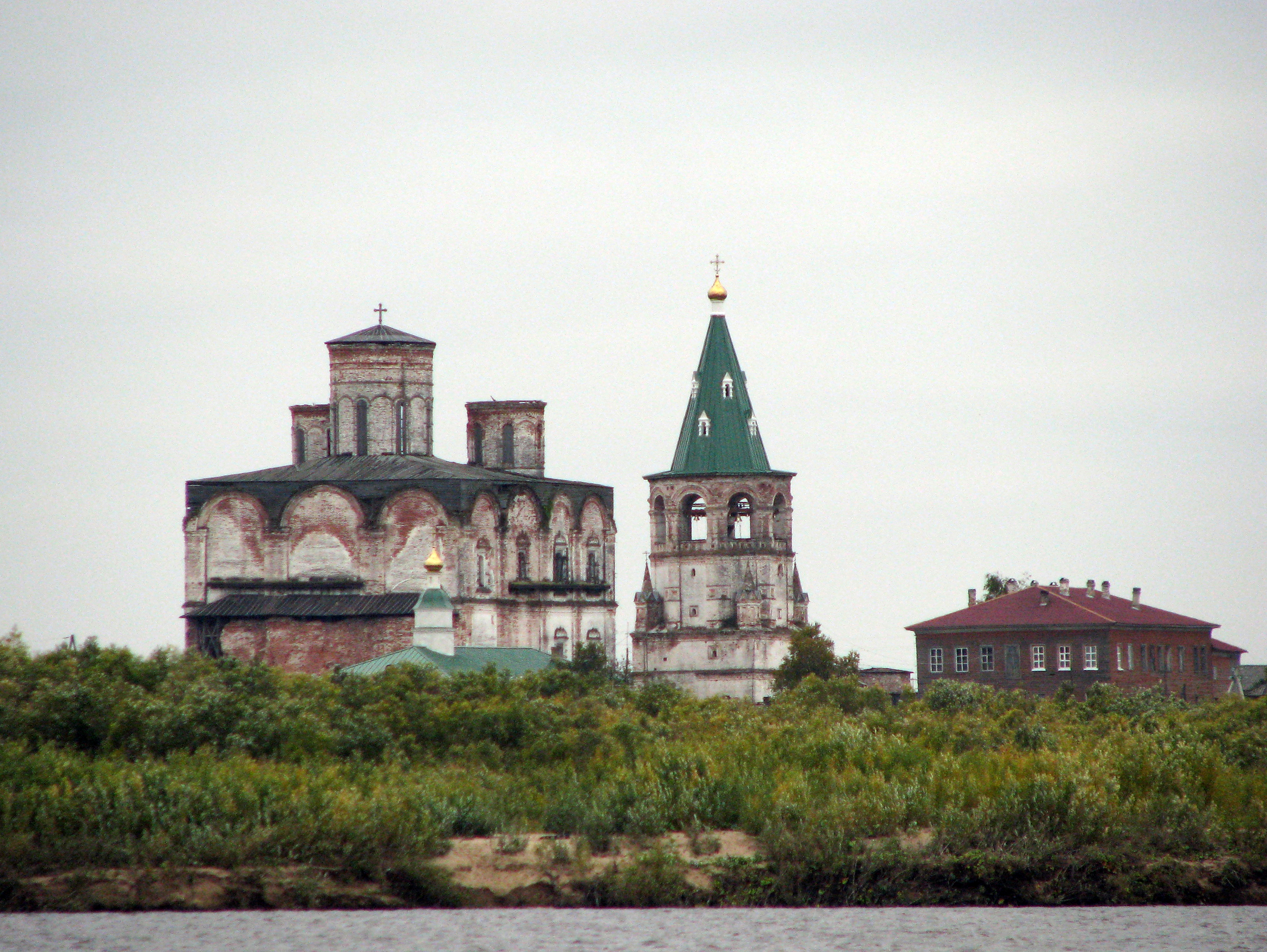
霍爾莫戈雷大教堂的遺址，攝於2007年。

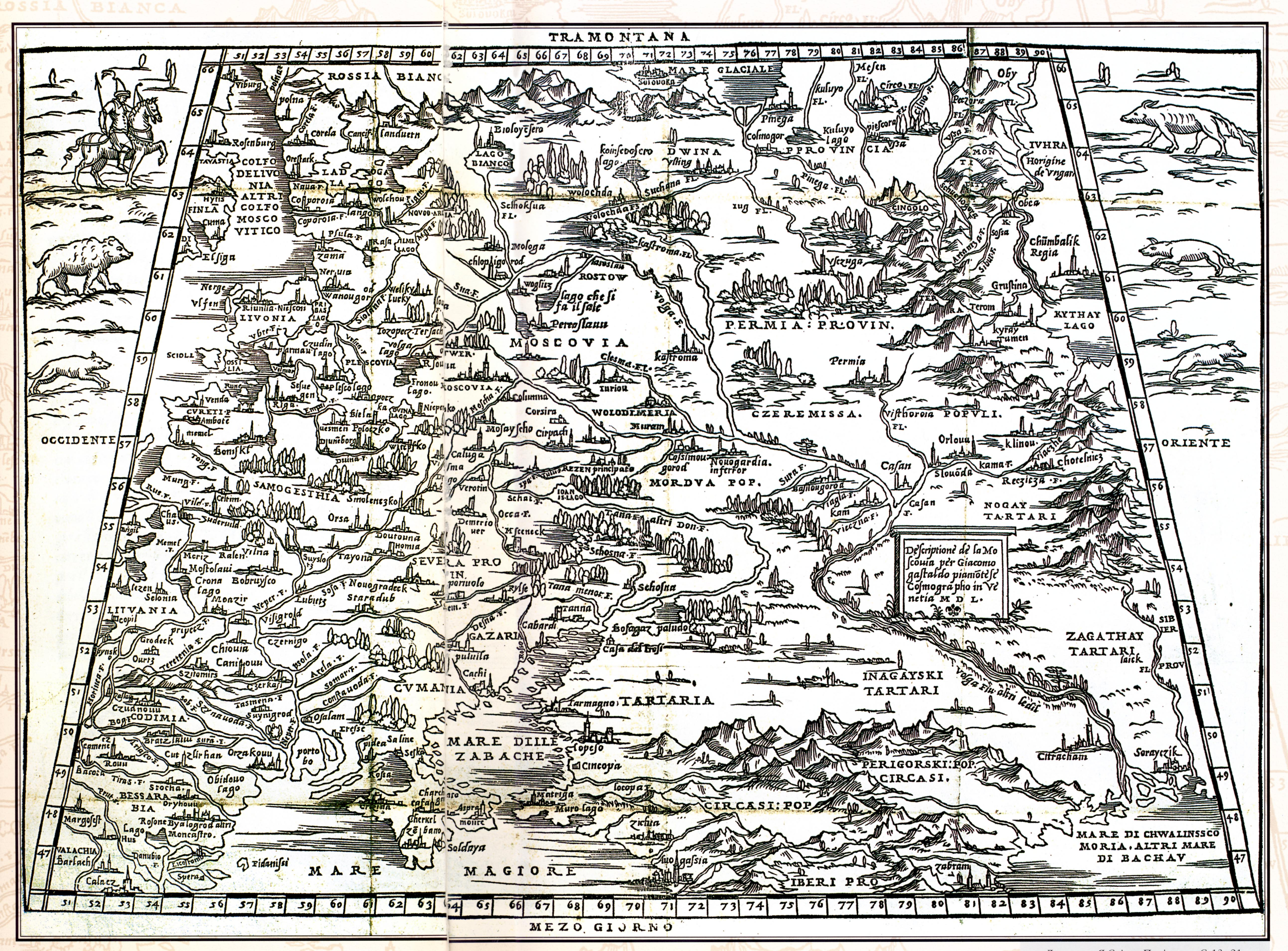
義大利製圖家賈科莫·加斯塔爾迪於1550年所繪製的莫斯科大公國地圖，霍爾莫戈雷（Colmogor）位於「冰海」（Mare Glaciale）之濱。

霍爾莫戈雷（俄语：Холмого́ры）是一座俄國村鎮（Selo），同時也是阿爾漢格爾斯克州，霍爾莫戈雷區的行政中心。這座城鎮位於北德維納河左岸，有霍爾莫戈雷高速公路（M8高速公路）行經；阿爾漢格爾斯克位於西北方75公里處，向南90公里則是著名的安東尼耶沃─西伊斯基修道院。霍爾莫戈雷的原名為古芬蘭語的Kalmomäki，意為「死者之山」、「墓地」。如同多數俄國偏遠城鎮，其人口有逐年減少的趨勢，2010年人口4,150；2002年人口4,592；1989年人口5,205。

## 歷史
這個地區最早可考的居民是芬蘭－烏戈爾民族，可能是俄國史料或科密人傳說中的楚德人，大諾夫哥羅德的編年史中也提到了在這裡活動的耶姆人（Yems）或卡累利阿人。13世紀初，斯拉夫人的一支波默爾人由沃洛格達地區進入北德維納河流域，於14世紀時建立了霍爾莫戈雷的雛型，舊名為Kolmogory，是諾夫哥羅德在北方的一座貿易站。霍爾莫戈雷的重要性在16世紀中葉起大幅提高，由於英格蘭與莫斯科之間打通了白海與巴倫支海的航線，雙方新設的莫斯科公司將此視為西伯利亞毛皮貿易的重心。在俄國的「混亂時期」（1598−1613），來自波蘭－立陶宛的非正規輕騎兵（Lisowczycy）也曾經圍攻霍爾莫戈雷的木造堡壘，但功敗垂成。在羅曼諾夫王朝，霍爾莫戈雷的重要性開始下降，也轉變成接收流放貴族的城鎮，如沙皇伊凡六世被推翻後，其擔任攝政的父母，布勞恩施威格的安東·烏爾里希、梅克倫堡－施維林的安娜皆被流放至此終老。

## 特色
霍爾莫戈雷的大教堂於1682年落成，也是北俄羅斯最大的教堂，但它在1930年代毀於蘇聯政府之手，但周邊的鄉村仍留下不少古老的傳統建築。俄國通才學者羅蒙諾索夫、雕刻家費多特·舒賓都出生於此。霍爾莫戈雷同時也是一座以雕刻技藝，尤其是骨雕著名的城鎮，不少工匠被延聘到莫斯科的克里姆林宮軍械庫任職，在18世紀初期達到頂峰，相關的技藝目前由羅蒙諾索夫骨雕工廠承續至今。